# Omicron Piscium
Pour les articles homonymes, voir Omicron.
Désignations
Omicron Piscium est une étoile géante jaune de la constellation des Poissons, située à environ 142 années-lumière de la Terre.
Elle a une magnitude apparente de +4,26 et est de type spectral G8. L'étoile porte le nom traditionnel Torcularis septentrionalis, du latin torculāris septentriōnālis : « pressoir (à vin ou à huile d'olive) du nord ». L'Union astronomique internationale a adopté le nom de Torcular pour désigner l'étoile en 2017.